# 第5回日本レコード大賞
第5回日本レコード大賞（だい5かいにほんレコードたいしょう）は、1963年（昭和38年）12月27日に日比谷公会堂で行われた、5回目の『日本レコード大賞』である。

## 概要
第5回の大賞は、梓みちよの「こんにちは赤ちゃん」に決定した。梓みちよは初の受賞で、単独の女性歌手としても初の受賞となった。有力候補で同じく新人デビュー作品だった舟木一夫の「高校三年生」を抑えての受賞となり、その舟木は新人賞を受賞した。梓は前年の11月に、舟木は当年の6月にレコードデビューしたばかりの「新人歌手」で、特に「こんにちは赤ちゃん」は楽曲自体が11月に発売後わずか1か月での大賞受賞となった。 
今回の大賞候補曲は、510曲に及ぶ応募曲から22曲に絞られた段階では梓みちよの「こんにちは赤ちゃん」、舟木一夫の「高校三年生」、坂本九の「見上げてごらん夜の星を」、ザ・ピーナッツの「恋のバカンス」、三沢あけみの「島のブルース」、フランク永井の「逢いたくて」が上位6曲で、他に舟木一夫の「学園広場」、西田佐知子の「エリカの花散るとき」、田端義夫の「島育ち」などが候補に挙げられていた。決選投票で上位6曲に絞られ、「こんにちは赤ちゃん」が過半数の19票を獲得した。「こんにちは赤ちゃん」の大賞受賞に際しては、この曲は歌謡曲かホームソングかという論議が起こったが、世相に合わせる形で受賞が決定した。
童謡賞は、古賀さと子の「かぜひきぞうさん」、フランク永井の「赤ちゃんは王様だ」、眞理ヨシコの「おもちゃのチャチャチャ」などが最終候補に残り、僅差で「おもちゃのチャチャチャ」に決定した。
視聴率は9.9P上昇の20.7%。

## 司会
- 芥川隆行 - 4度目の司会。

## 受賞作品・受賞者一覧

### 日本レコード大賞
- 「こんにちは赤ちゃん」
  - 歌手:梓みちよ
  - 作詞:永六輔 - 4年ぶり2度目。
  - 作曲:中村八大 - 4年ぶり2度目。
  - 編曲:中村八大 - 4年ぶり2度目。

### 歌唱賞
- 「赤ちゃんは王様だ」
  - 歌手:フランク永井 - 4年ぶり2度目。

### 新人賞
- 舟木一夫（歌:「学園広場」「高校三年生」）
- 三沢あけみ（歌:「島のブルース」「私も流れの渡り鳥」）

### 作曲賞
- 「見上げてごらん夜の星を」（歌:坂本九）
  - 作曲:いずみたく

### 編曲賞
- 「恋のバカンス」（歌:ザ・ピーナッツ）
  - 編曲:宮川泰

### 作詩賞
- 「高校三年生」（歌:舟木一夫）
  - 作詞:丘灯至夫

### 企画賞
- 「日本の民謡」
  - 日本コロムビア(株) - 2年ぶり3度目。

### 童謡賞
- 「おもちゃのチャチャチャ」（歌:眞理ヨシコ）

## TV中継スタッフ
- プロデューサー：
- 総合演出：
- 舞台監督：
- 編成担当：
- 製作著作：TBS
- 主催：社団法人 日本作曲家協会、日本レコード大賞制定委員会、日本レコード大賞実行委員会